# Serguéi Kirdiapkin
Serguéi Aleksándrovich Kirdiapkin (ruso:Сергей Александрович Кирдяпкин, Insar, 18 de junio de 1980) es un atleta ruso especializado en marcha atlética que se proclamó campeón del mundo de 50 kilómetros marcha en Helsinki 2005. Posteriormente fue sancionado por dopaje y anulados varios de sus resultados.
Está casado con la también marchadora Anisiá Kirdiápkina (de soltera "Kornikova").

## Sanción por dopaje
El 20 de enero de 2015 fue sancionado por tres años y dos meses por la agencia rusa antidopaje (RUSADA). La sanción tiene efecto desde el 15 de octubre de 2012 pero afecta a los resultados obtenidos en los períodos comprendidos entre el 20 de julio y el 20 de septiembre de 2009, entre el 29 de junio y el 29 de agosto de 2010, y entre el 17 de diciembre de 2011 y el 11 de junio de 2012.
El 24 de marzo de 2016 el TAS descalificó a Kirdiapkin de todos sus resultados entre el 20 de agosto de 2009 y el 15 de octubre de 2012 acusado de dopaje. Debido a ello perdió sus títulos de campeón olímpico de 50 kilómetros marcha obtenido en los Juegos Olímpicos de Londres 2012 y de campeón del mundo de 50 kilómetros marcha obtenido en Berlín 2009 También se le descalificó del primer puesto que obtuvo en la Copa del Mundo de Marcha Atlética celebrada en Saransk en 2012.